# ترخيص مهني
الترخيص المهني (بالإنجليزية: Occupational licensing أو occupational licensure)، هو شكل من أشكال اللوائح الحكومية التي تتطلب ترخيصًا لممارسة مهنة أو موهبة معينة للحصول على تعويض. يرتبط هذا الأمر بالإغلاق المهني. تتطلب المهن التي يمكن أن يكون لها تأثير سلبي كبير على الأفراد، مثل الأطباء والمحاسبين العامين والمحامين، تراخيص مهنية في معظم البلدان المتقدمة، لكن العديد من الولايات القضائية تتطلب أيضًا تراخيص للمهن دون هذا الاحتمال، مثل السباكين وسائقي سيارات الأجرة والكهربائيين. يخلق الترخيص حاجزًا تنظيميًا أمام الدخول في المهن المرخصة، وهذا يؤدي إلى دخل أعلى لمن لديهم تراخيص وعادةً ما تكون التكاليف أعلى للمستهلكين أيضًا.
يجادل المدافعون عن الترخيص بأنه يحمي المصلحة العامة من خلال منع الأفراد غير الأكفاء وعديمي الضمير من العمل مع الجمهور. ومع ذلك، ثمّة القليل من الأدلة على أنه يؤثر على الجودة العامة للخدمات المقدمة للعملاء من قِبَل أعضاء المهنة المنظمة. وجدت دراسة أجريت عام 1983 أن بعض خطط الترخيص المهني تميل إلى استبعاد الأقليات والسكان المحرومين من دخول مثل هذه المهن. ومع ذلك، وجدت دراسة أحدث من عام 2009 عكس ذلك تمامًا.

## التاريخ
تقليديًا، يتم تنظيم صناعات المهن الحرفية والحرة في النقابات والغرف التجارية في البلدان الأوروبية مثل ألمانيا والنمسا. كان أحد أهم التغييرات في الترخيص هو إصلاح عام 2004 في ألمانيا إذ لم يعد مطلوبًا من العمال في 53 من 94 مهنة حرفية الحصول على ترخيص من أجل بدء عمل تجاري. في عام 2020، أعادت 12 من هذه المهن المحررة شرط الترخيص.
في الولايات المتحدة، كان الترخيص من بين أسرع مؤسسات سوق العمل نموًا. يوضح الرقم نمو التراخيص المهنية مقارنة بانخفاض عضوية النقابات منذ الخمسينيات.
في عام 2008، نما الترخيص المهني في الولايات المتحدة إلى 29 في المائة من القوى العاملة، ارتفاعًا من أقل من خمسة في المائة في الخمسينيات. في المقابل، مثلت النقابات ما يصل إلى 33 في المائة من القوى العاملة في الولايات المتحدة في الخمسينيات من القرن الماضي، لكنها انخفضت إلى أقل من 12 في المائة من القوى العاملة في الولايات المتحدة بحلول عام 2008.

## البدائل

### التنظيم الحكومي
للتمييز بين أشكال التنظيم المختلفة، ثمّة ثلاثة أشكال من التنظيم الحكومي للمهن:
- الترخيص: يشير الترخيص إلى الحالات التي يكون فيها من غير القانوني القيام بمجموعة محددة من الأنشطة مقابل أجر دون الحصول أولًا على ترخيص. وهذا يؤكد أن صاحب الترخيص يفي بمعايير الكفاءة المقررة. العمال الذين يحتاجون إلى مثل هذه التراخيص للممارسة يشملون الأطباء والمحامين والممرضات والمهندسين المدنيين والمساحين.[6]
- شهادة الدولة: من أجل الحصول على ترخيص لممارسة مهنة ما. تشمل متطلبات إصدار الشهادات اجتياز اختبار موحد تديره الدولة وإثبات الخبرة الدنيا في العمل تحت إشراف ممارس مرخص. يمكن للوافدين الجدد إلى المهنة البدء في العمل كمتدربين مثل «كهربائي متدرب». قد لا يحصل بعض العمال في مهنة ما على شهادة وترخيص لكن يمكنهم الاستمرار في العمل تحت إشراف شخص مرخص إلى أجل غير مسمى.[7]
- التسجيل: يشير التسجيل إلى الحالات التي يمكن فيها للمرء تسجيل اسمه وعنوانه ومؤهلاته لدى الهيئة التنظيمية المناسبة. يوفر التسجيل معيارًا لكونه مدرجًا في القائمة، لكن الشكاوى من المستهلكين أو الإدراج غير السليم لوثائق الاعتماد يمكن أن تؤدي إلى حذفها من القائمة.[8]